# Roger Boileau
Pour les articles homonymes, voir Boileau.
Roger Boileau, né le 1er juin 1914 à Nancy (Meurthe-et-Moselle) et mort le 12 septembre 2001 à Nancy (Meurthe-et-Moselle), est un homme politique français.

## Biographie
Son ascendance lorraine par son père et franc-comtoise par sa mère, Roger Boileau est élève de la Faculté de Pharmacie de Nancy. Il exerce sa profession de pharmacien à Dombasle où il s'implique en politique.
Après avoir été champion de Lorraine en athlétisme en 1930, il s'implique également dans le milieu sportif.
Distingué par les palmes académiques, la médaille d’honneur de la jeunesse et des sports et l’ordre national du mérite italien. Il sera également fait chevalier de la légion d’honneur en 1996.

## Détail des fonctions et des mandats
Mandats locaux
- 1959 - 1965 : Maire de Dombasle-sur-Meurthe
- 1965 - 1971 : Maire de Dombasle-sur-Meurthe
- 1971 - 1977 : Maire de Dombasle-sur-Meurthe
- 1977 - 1983 : Maire de Dombasle-sur-Meurthe
- 1983 - 1989 : Maire de Dombasle-sur-Meurthe
- 1961 - 1967 : Conseiller général du canton de Saint-Nicolas-de-Port
- 1967 - 1973 : Conseiller général du canton de Saint-Nicolas-de-Port
- 1973 - 1979 : Conseiller général du canton de Saint-Nicolas-de-Port

Mandats parlementaires
- 22 septembre 1974 - 25 septembre 1983 : Sénateur de Meurthe-et-Moselle
- 25 septembre 1983 - 1er octobre 1992 : Sénateur de Meurthe-et-Moselle